# Rue Berenice-Abbott
La rue Berenice-Abbott est une voie de Paris, située dans le 13e arrondissement. 

## Situation et accès
Elle débute au 21 avenue Pierre-Mendès-France et se termine rue Gisèle-Freund.

## Origine du nom

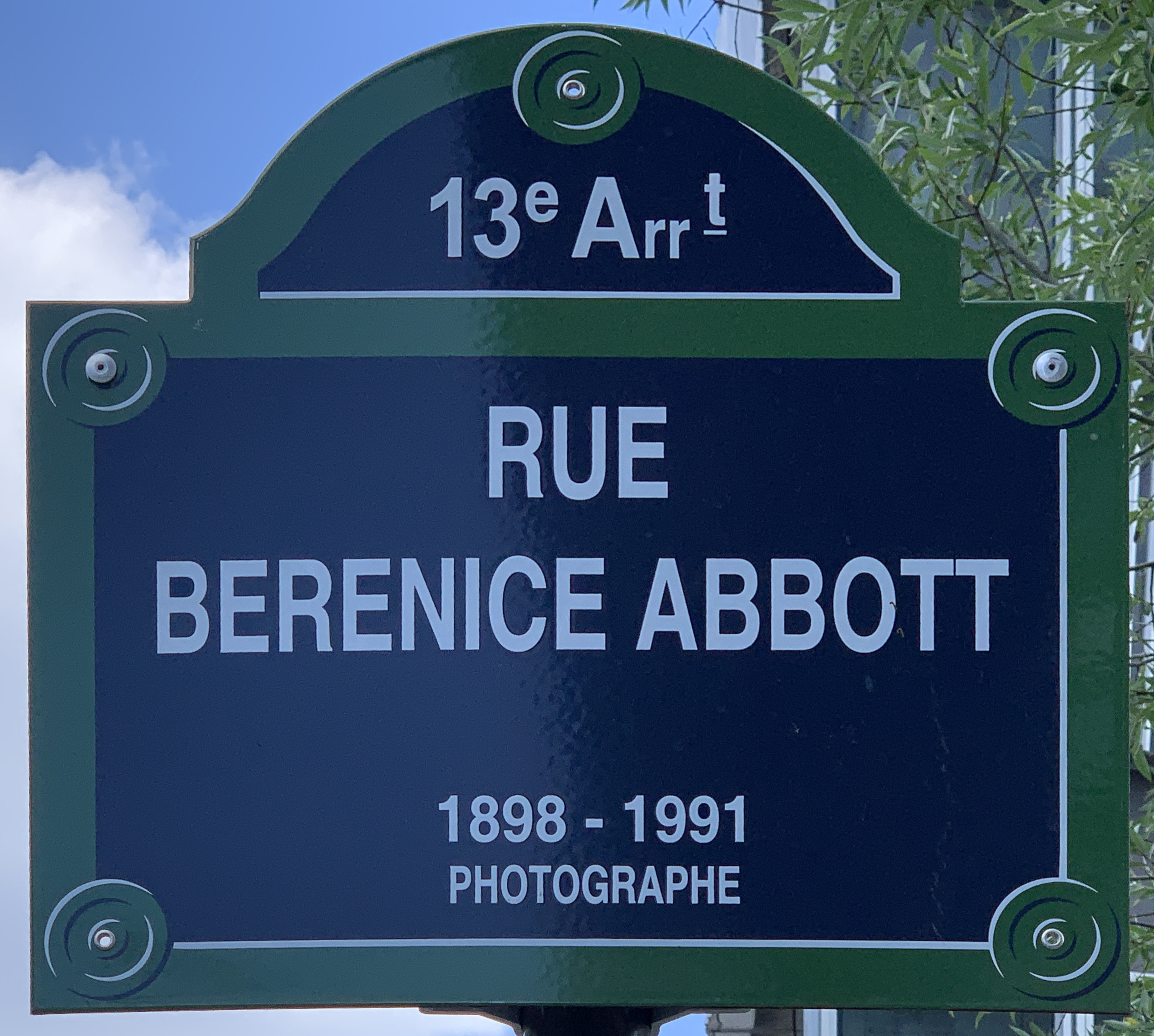
Plaque de la rue.

Elle porte le nom de la photographe américaine Berenice Abbott.

## Historique
La voie a été créée et nommée sous le nom provisoire de voie FX/13, avant de prendre sa dénomination actuelle, dans le cadre de l'opération d'aménagement Paris Rive Gauche, par le Conseil du 13e arrondissement qui a voté cet hommage public en janvier 2020, suivi par le Conseil de Paris en février 2020 dans le cadre de l'opération d'aménagement Paris Rive Gauche à l'instar des rues David-Bowie, Dorothea-Lange, Vivian-Maier, Gisèle-Freund, Alain-Jacquet et Jacques-Monory.